# Pháo phản lực phóng loạt 130 mm Type 75
Pháo phản lực phóng loạt mẫu 75 130 mm (75式130mm自走多連装ロケット弾発射機 nana-go-shiki-130mm-jisou-ta-rensou-Rocket-dan-hassya-ki?) được thiết kế để mang được hệ thống tên lửa 130 mm - thiết kế bởi Aerospace Division thuộc công ty ô-tô Nissan.Nó sử dụng hệ thống treo, xích và động cơ diesel của xe chở quân mẫu 73.Komatsu chịu trách nhiệm sản xuất phần khung tăng và IHI Aerospace (tên mới Nissan's Aerospace Division) thiết kế hệ thống phóng tên lửa.Có 15 chiếc mẫu 75 được lắp đặt thiết bị đo gió để hỗ trợ cho hệ thống phóng tên lửa đề phòng thời tiết biến đối bất thường.
Vào năm 2001, quân đội Nhật Bản báo cáo với bộ phận giải trừ quân bị là có khoảng 61 chiếc mẫu 75 và 13 chiếc mẫu 75 có trang bị thiết bị đo gió đang hoạt động Mẫu 75 đang dần dần được thay thế bởi hệ thống pháo phản lực 227 mm M270.Tên lửa được trang bị hệ thống ổn định và có thể được bắn riêng lẻ hoặc bắn theo đợt 12 tên lửa / lần.